# Alanta

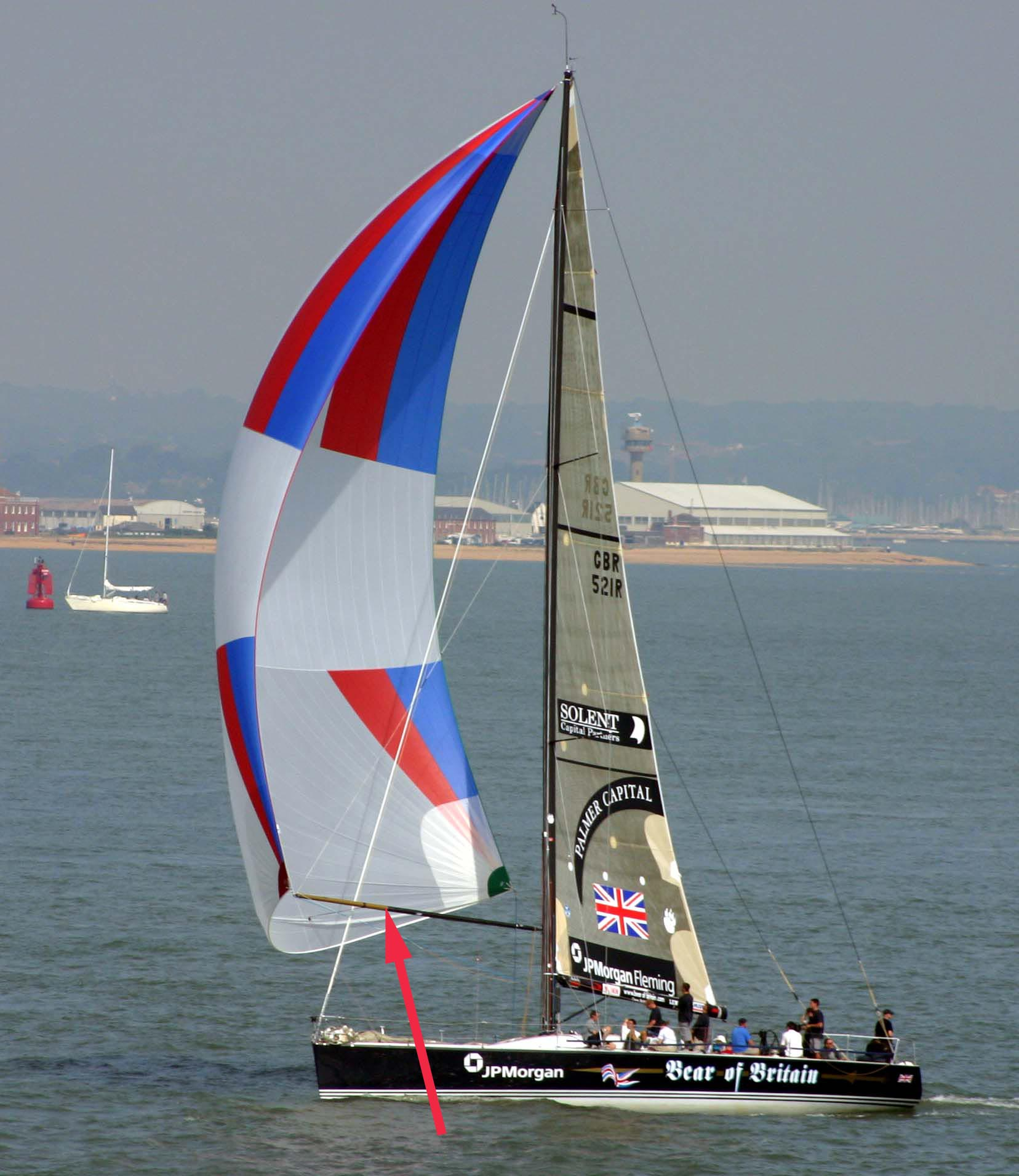
A vermelho o pau de spi e a alanta presa à sua extremidade

Alanta, em náutica é o cabo que faz a amura de uma vela de balão (Spi) e passa pelo pau de spi. A outra escota é fixa no punho oposto do spi. 
A particularidade com o spi é que quando o pau de spi é trocado de amura a escota passa a ser aquela que anteriormente se chamava alanta e vice-versa. Só os nomes é que mudam pela nova posição que ocupam pois que não se trocam os cabos .